# Varicap
Diode biến dung, tên đầy đủ là diode biến đổi điện dung, còn gọi là diode tham số, hay varicap, varactor, là một loại diode bán dẫn được chế tạo theo cách thích hợp để hoạt động như một tụ điện có điện dung thay đổi được bằng cách thay đổi điện áp tác dụng vào nó.
Trước khi có diode biến dung thì các mạch điều hưởng phải dùng tụ điện biến đổi kiểu cơ học, thường dẫn đến phiền toái là giá trị tụ điện này thay đổi khi rung xóc làm lệch điều hưởng. Varicap không có chi tiết cơ học nên tránh được phiền toái nói trên. Tuy nhiên trị số varicap chỉ đến vài chục pF nên chỉ dùng được cho mạch điều hưởng tần số cao, từ cỡ 50 MHz trở lên.

## Nguyên lý hoạt động
Varicap hoạt động dựa trên sự phụ thuộc của điện dung của tiếp giáp p-n trong các diode bán dẫn vào điện áp thiên áp ngược.
Thiên áp càng cao thì vùng nghèo (depletion) trong tiếp giáp p-n càng rộng, dẫn đến điện dung giảm.

Hoạt động của varicap

## Ứng dụng
Trong kĩ thuật điện tử các tụ điện với điện dung biến đổi có nhiều ứng dụng: chúng được dùng để điều hưởng các máy thu và máy phát sóng tới bước sóng nào đó.
Các máy làm việc ở băng tần dưới 50 MHz thường dùng tụ điện xoay cơ học. Tuy nhiên trong các mạch tần số cao cỡ trăm MHz hay một vài GHz thì dùng tụ điện xoay cơ học là bất khả thi, vì tụ điện này to như con cà cộ.
Các varicap giúp giải quyết bài toán này đơn giản hơn.
- Kích thước nhỏ, trị số nhỏ và ổn định, phù hợp với kích thước và không gian của mạch dao động.
- Khả năng phản hồi thông qua điện áp điều khiển để tinh chỉnh giữ cho tần số ổn định.

Với diode varicap cũng như diode tunnel (đường hầm) ta có thể khuếch đại các tín hiệu vô tuyến mà lại là các tín hiệu rất nhỏ từ các vệ tinh và con tàu vũ trụ, vì bộ khuếch đại dùng varicap rất ít tạp âm.